# Rhynchagrotis velata
Rhynchagrotis velata là một loài bướm đêm trong họ Noctuidae.